# Feelin’ Way Too Damn Good
Feelin’ Way Too Damn Good – trzeci singel kanadyjskiej grupy rockowej Nickelback, wydany w 2004 roku. Pochodzi on i promuje wydaną w 2003 roku płytę „The Long Road”. Utwór został zamieszczony na piątej pozycji na krążku, trwa 4 minuty i 16 sekund i jest najdłuższym utworem znajdującym się na płycie. Autorem tekstu jest wokalista grupy Chad Kroeger. W Wielkiej Brytanii singel został wydany jako drugi, po „Someday”, dlatego że „Figured You Out” został zakazany za zbyt „nieprzyzwoity tekst”. Na stronie B singla, został zamieszczony utwór „Where Do I Hide” z albumu „Silver Side Up”, wykonany w wersji akustycznej, nagrany podczas koncertu MTV Unplugged. Utwór w roku 2005 został nominowany do nagrody Grammy w kategorii Best Hard Rock Performance. Singel z utworem uzyskał status złotej płyty Jest trzecim singlem z albumu „The Long Road”, który pokrył się złotem. Pierwszym był singel z utworem „Someday” a drugim „Figured You Out”.

## Znaczenie tekstu
W tekście utworu Chad Kroeger porusza temat braku jego dziewczyny podczas jazdy. Czuje że są od siebie zbyt daleko. Pragnie to zmienić, uważa, że to nie jest trudne, lecz nachodzą go także wahania i zaczyna myśleć, że to zbyt piękne, aby było prawdziwe. Nachodzą go myśli że coś złego może się stać. Sam utwór powstał dużo wcześniej niż reszta materiału na płytę. Wcześniejsza wersja utworu różni się od tej z „The Long Road” nieco innym tekstem, oraz tym że brakuje jednego wersetu. Utwór rozpoczyna się spokojnym wstępem, oraz łagodnym brzmieniem w zwrotkach. Zyskuje na ciężkości dopiero w refrenach. Głos damski, który przez chwilę można usłyszeć w trakcie trwania utworu należy do Corinne Youchezin.

## Notowania
Utwór zajmował dość wysokie miejsca na listach przebojów. Piosenka osiągnęła pozycję 48 w rankingu Billboard Hot 100, 23 na liście Modern Rock Tracks oraz miejsce 3 na Mainstream Rock Tracks. Utwór zajął także 2. miejsce na liście Canadian Singles Chart, i jest pierwszym singlem zespołu, od czasów „How You Remind Me” (2001), który nie osiągnął 1 pozycji na tej liście.

## Teledysk
W teledysku do „Feelin’ Way Too Damn Good” można po raz ostatni zauważyć Ryana Vikedala zasiadającego za perkusją. Ryan Vikedal został później zastąpiony przez byłego członka grupy 3 Doors Down, Daniela Adaira. Teledysk przedstawia młodą parę podróżująca samochodem w nocy po mieście, oraz grupę wykonującą utwór w hali, przed małą liczbą osób. Reżyserem teledysku jest Martin Weisz.

## Lista utworów na singlu
Single CD:
| Nr |  | Tytuł                                        | Tekst        | Muzyka     | Długość |
| -- |  | -------------------------------------------- | ------------ | ---------- | ------- |
| 1. |  | „Feelin’ Way Too Damn Good” (Single Version) | Chad Kroeger | Nickelback | 3:50    |
| 2. |  | „Where Do I Hide” (MTV Unplugged Live)       | Chad Kroeger | Nickelback | 4:01    |
| 3. |  | „Feelin’ Way Too Damn Good” (Album Version)  | Chad Kroeger | Nickelback | 4:16    |
| 4. |  | „Feelin’ Way Too Damn Good” (Video)          |              |            | 4:23    |
|    |  |                                              |              |            |         |

## Twórcy
Nickelback
- Chad Kroeger – śpiew, gitara rytmiczna, produkcja
- Ryan Peake – gitara prowadząca, wokal wspierający
- Mike Kroeger – gitara basowa
- Ryan Vikedal – perkusja

Muzycy sesyjni
- Corinne Youchezin – głos damski

Produkcja
- Nagrywany: Kwiecień – Sierpień 2003 w studiu „Green House” (Burnaby) oraz w „Mountain View Studios” (Abbotsford) w Vancouver
- Producent muzyczny: Chad Kroeger, Joe Moi
- Miks: Randy Staub w „The Warehouse Studios” w Vancouver
- Asystent inżyniera dźwięku: Zach Blackstone
- Mastering: George Marino w „Sterling Sound”
- Koordynator prac albumu: Kevin “Chief” Zaruk
- Aranżacja: Chad Kroeger, Ryan Peake, Mike Kroeger, Ryan Vikedal
- Tekst piosenki: Chad Kroeger

Inni
- Management: Bryan Coleman z Union Entertainment Group
- Pomysł okładki: Nickelback
- Wytwórnia: Roadrunner Records

## Notowania
| Lista                                 | Najwyższa pozycja |
| ------------------------------------- | ----------------- |
| U.S. Billboard Hot 100                | 48                |
| U.S. Billboard Mainstream Rock Tracks | 3                 |
| U.S. Billboard Modern Rock Tracks     | 23                |
| Australian Singles Chart              | 40                |
| Canadian Singles Chart                | 2                 |
| UK Singles Chart                      | 39                |
| Germany Singles Chart                 | 95                |